# Ledora mica
Ledora mica là một loài tò vò trong họ Ichneumonidae.